# گالاتاسرای موبایل
گالاتاسرای موبایل (به انگلیسی: Galatasaray Mobile) شرکت مخابرات ترکیه‌ای است، که در سال ۲۰۰۹ توسط شرکت ترک تله‌کام تأسیس شد.